# Impasse Saint-Géraud
L'impasse Saint-Géraud (en occitan : carlòt de Sant Guiraut) est une voie de Toulouse, chef-lieu de la région Occitanie, dans le Midi de la France.

## Situation et accès

### Description
L'impasse Saint-Géraud est une voie publique. Elle se trouve dans le quartier du Capitole, au cœur du secteur 1 - Centre.
Elle naît au nord de la place Étienne-Esquirol, entre les immeubles des no 12 et 14. Orientée au nord et relativement rectiligne, longue de 25 mètres et large de seulement 4 mètres environ, elle se termine face à l'entrée de l'hôtel Desplats-Palaminy.
L'impasse Saint-Géraud appartient à une aire piétonne. Il n'existe pas d'aménagement cyclable.

### Transports
L'impasse Saint-Géraud débouche au sud sur la place Étienne-Esquirol, où se trouve la station de métro du même nom, sur la ligne de métro . En surface, la ligne de bus 44 y marque l'arrêt. Plus loin, la place Rouaix et la rue du Languedoc sont desservies par la navette Ville.
Il existe une station de vélos en libre-service VélôToulouse sur la place Étienne-Esquirol : la station no 10 (15 place Étienne-Esquirol).

## Odonymie
La rue tient son nom de l'église Saint-Géraud, démolie en 1804, qui se trouvait à l'entrée de l'impasse. Elle-même le tenait de l'abbaye Saint-Géraud d'Aurillac, dont elle dépendait. D'ailleurs, la place Étienne-Esquirol était aussi désignée, au XIIe siècle, comme la place Saint-Pierre-Saint-Géraud ou la place de la Pierre-Saint-Géraud.
Dans la deuxième moitié du XVIIIe siècle, on la désignait comme l'impasse Michel-Galvanh (ou Galban, Galbain), probablement du nom d'un propriétaire. C'était d'ailleurs, aussi, le nom d'une rue voisine, la rue des Tourneurs entre les XIVe et XVIIe siècles. C'est en 1808 que l'impasse prit son nom actuel, qu'elle a conservé depuis, sauf entre 1890 et 1933, où elle fut l'impasse de Palaminy, à cause de la proximité de l'hôtel Desplats-Palaminy.

## Patrimoine et lieux d'intérêt

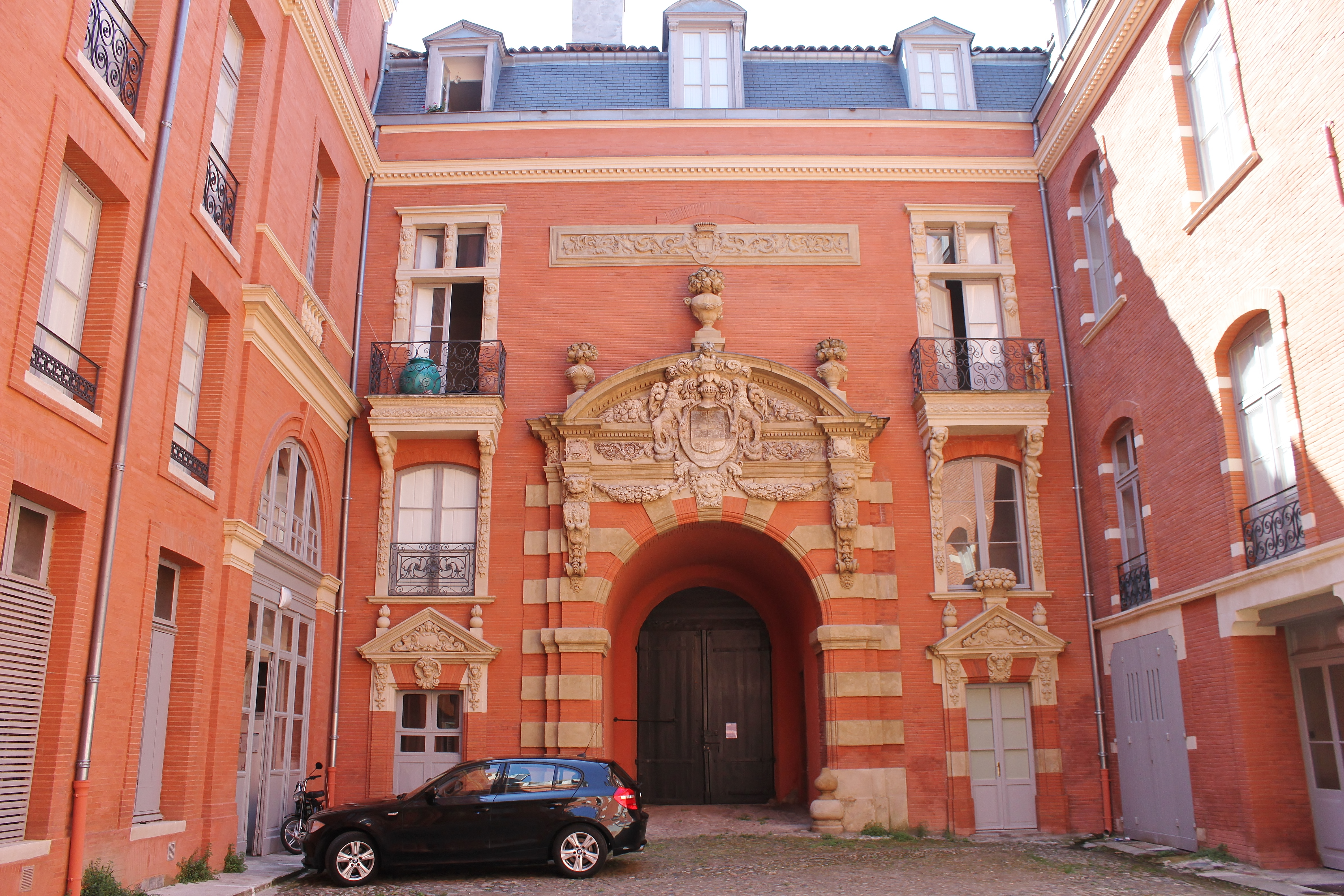
Portail de l'hôtel Desplats.

- hôtel Desplats-Palaminy.  Inscrit MH (1925, façade sur l'impasse Saint-Géraud ; façades et toitures sur rue et sur cour ; porche, vestibule, escalier et sa cage ; caves et appartements décorés du 1er étage)[7]. 
Donnant sur l'impasse Saint-Géraud et la rue des Tourneurs, un hôtel particulier est construit en 1620 pour Jean-Baptiste Desplats, seigneur de Gragnague et président à mortier au parlement. Il passe ensuite à la famille de Caulet jusqu'en 1740, date à laquelle il est acheté par Samuel Aymar, conseiller au parlement et seigneur de Palaminy[8]. En 1843, les vestiges de l'hôtel sont englobés dans un nouvel édifice construit par l'architecte Louis Delor de Masbou pour M. Sipière : à ce moment, la façade ouvrant sur l'impasse Saint-Géraud, une partie de la façade sur cour sont maintenus, ainsi que les caves, les cuisines du rez-de-chaussée et les plafonds à la française de l'aile nord sont conservés. Le portail, qui ouvrait sur la rue des Tourneurs, est déplacé dans la cour d'honneur[9].